# 向山哲
向山哲（日语：向山テツ，1955年1月31日—）日本的鼓手。長崎縣長崎市出身。

血型A型。身高174cm，體重52kg。所屬經紀公司「NASH」。

目前是搖滾樂團Ra:IN的鼓手，並參與多位歌手、音樂人的唱片錄製以及現場演出。

## 簡介
- 19歲時開始職業鼓手生涯。
- 參與過的樂團組合＆合作過的歌手、樂手、音樂人：
BUZZ、OFF COURSE、DAIZO&ELEPANT（小柴大造＆） 、ALPHABETS、小山卓治、LOOK、
WATER CLUB BAND、村田和人、中島文明、FOLK ROCKS、GAO、
矢澤永吉、江口洋介、山根麻衣、久松史奈、福山雅治、Nokko、SPIRAL LIFE、
藤重政孝、RED WARRIORS、PHYCHODELICIOUS、Cocco、KYO、Scudelia Electro、
Sentimemtal Bus、al.ni.co、齊藤和義、P.A.F、濱崎步、上杉昇、
Ra:IN、G→gone'S、Rakuda Quartet、KIRITO、SMAP、中島美嘉、Bitter Sweet、電視廣告配樂...etc
- 為知名創作女歌手Cocco的固定合作班底。
- 2002年夏天，與原X JAPAN吉他手Pata、原TENSAW樂團貝斯手鈴木享明組成Ra:IN樂團。
- 位於東京市世田谷區的Rock Bar「Boogie Stock」的老闆。
- 交遊廣泛，尤其和原TENSAW樂團鼓手富岡"Grico"義廣、THE EASY WALKERS吉他手五十嵐"Jimmy"正彥私交甚篤。
- 夜貓子。

## 主要使用器材
鼓組為TAMA，銅鈸部份採用Zildjian。

## 令其深受影響的主要人物、樂團
Beatles 披頭四樂團、The Rolling Stones 滾石樂隊、The Who 何許人樂團、

Led Zeppelin 齊柏林飛船、Jimi Hendrix 吉米．罕醉克斯 and more...

## 傳說
除了以其精湛、強勁的打鼓真功夫深受業界肯定，另外也以愛好杯中物聞名，傳聞中的「醉醺醺鼓手」。

不論是在錄音室進行錄音、演出場地的後台準備或休息時間、甚至舞台上演奏中的小空閒，都不難見到他大方地飲酒。

但在攝取大量的酒精後，仍絲毫不影響其演出水準，令人驚嘆稱奇。

## 主要參與作品
- 小柴大造＆　Album「LOOK ALIVE」　1980年12月21日
- （ALPHABET'S）　Single「WINDY GIRL/STEPふんで」　1983年
- （ALPHABET'S）　Album「ALRIGHT!」　1983年
- （ALPHABET'S）　Album「BIRTHDAY」　1984年
- RED WARRIORS　5th Album「FIRE DROPS」　1997年3月21日
- Cocco　1st Album　1997年5月21日
- Cocco　2nd Album　1998年5月13日
- P.A.F.　2nd Album「P.A.F./PAT. #0002」（除第6首以外全曲）　1999年2月24日
- Album　1999年6月
- RED WARRIORS　Live Album「LIVE DOGS」　2000年3月16日
- Cocco　3rd Album　2000年6月14日
- RED WARRIORS　6th Album「JUPITER TRIBUS」　2000年6月21日
- Cocco　4th Album　2001年4月18日
- Cocco　"The Best" Album　2001年9月5日
- Ra:IN　Maxi Single「The Border」2003年　（註：Live會場限定販賣）
- Ra:IN　1st Album「The Line」　2003年11月7日
- KIRITO　1st Album「Hameln」（全曲）　2005年8月3日
- Ra:IN　2nd Album「BEFORE THE SIREN」　2006年3月8日（同年8月發行台灣版）
- Ra:IN　3rd Album「METAL BOX」　2008年4月9日

## 活動紀錄
- 2002年夏天　Ra:IN成軍
- 2004年4月　Ra:IN於上海ARK舉行兩天的現場演出。（註：首次海外表演活動）
- 2004年7月31日　Ra:IN受邀參加台灣定期於夏季舉行的大型音樂活動「野台開唱」（風舞台）。
- 2004年8月2日　Ra:IN為野台開唱閉幕後「音樂祭會後Party」的表演團體之一。
於台北市的Live House「THE WALL」演出。
- 2005年4月～6月　Ra:IN Tour 2005（含5月巴黎公演）
- 2005年5月5日　Ra:IN於法國巴黎的搖滾殿堂「Elysee Montmartre」舉行首次的歐洲現場表演。
- 2005年7月～9月　Ra:IN　Tour 2005 "Summer Of Love"
- 2006年3月～6月　Ra:IN Tour 2006
- 2006年7月～8月　Cocco Live Tour 2006
- 2006年8月24日　Ra:IN於台北市THE WALL舉行連續兩天（8月24日、25日）的現場表演及簽名會。
- 2006年8月25日　台北"THE WALL" Live第二天。

## 附註
本項目之部份資料出處：

本人網站、Ra:IN官方網站、所屬經紀公司NASH網站、Wiki日本語頁面、網路小道消息...etc

## 外部連結
向山テツのホームページ本人的網站。（目前因故暫停更新）

Ra:IN web (official)

FOLK ROCKS (official)（页面存档备份，存于）

mintmints News（页面存档备份，存于）（Live活動等日程）

THLEE OF US (official)（页面存档备份，存于）